# Teluk Rendah Ilir
Teluk Rendah Ilir is een bestuurslaag in het regentschap Tebo van de provincie Jambi, Indonesië. Teluk Rendah Ilir telt 1549 inwoners (volkstelling 2010).